# Stern Demeulenaere
Pour les articles homonymes, voir Demeulenaere.
Stern Demeulenaere, née le 13 mars 1965 à Roulers, fille de Julien Demeulenaere (ancien député flamand), est une femme politique belge flamande, membre du OpenVLD.
Elle est graduée en secrétariat et langues modernes.

## Fonctions politiques
- 2001-2006 : Échevine à Ichtegem
- 2007- : Conseillère communale à Ichtegem
- 2004-2009 : Députée au Parlement flamand